# Delsbo spelmansstämma
Delsbostämman är en spelmansstämma som alltid äger rum första söndagen i juli i Delsbo. Stämman inleds med kyrkbåtsrodd följt av stämmogudstjänst i kyrkan. Därefter tågar spelmännen upp till forngården där festen börjar. Allspelet på spelkullen leds av riksspelmannen Thore Härdelin (d.y.). Tidigare var det hans far Sven Härdelin som hade samma uppgift. Därefter blir det uppspelningar från spelkullen.  Under stämman finns chans att dansa och gå kurser i folklig dans, polskedans och bygdedanser från bland annat Hälsingland. I Ås Bönhus hålls konserter och visstuga. På dansbanan finns program från klockan 14 då barndansen inleds sedan är det folkmusik och folklig dans på banan till midnatt. I Kilalogen pågår dansen ännu längre. På barnscenen bjuds barnen på underhållning såsom teater, sångstund, trollkarl, clown mm. Delsbo Forngårds museum och historiska byggnader är öppna för visning. Gustaf Reuters och Snickarmålaren Erik Erssons unika och vackra målningar anses vara höjdpunkten i samlingarna.
Numer startar stämmohelgen redan på fredagen med "Dansnatta" direkt efter invigningen av Musik vid Dellen. Under lördagen finns ett kursutbud innehållande folkmusik och folklig dans samt program för barnen. På lördags kvällen är det "förstämma" med folkmusikgrupper som uppträder på dansbanan.
Den första folkmusikfesten i Delsbo var hälsingestämman 1908, anordnad av  Nathan Söderblom, Sven Kjellström och Thore Härdelin för att främja den allt mindre populära folkmusiken. Den följdes av liknande tillställningar i Bollnäs och Hudiksvall de följande åren. Traditionen av årligt återkommande spelmansstämmor i Delsbo har funnits sedan 1952 på initiativ av bl.a. Grubb Anders Jonsson.